# Ballon de football
Pour les articles homonymes, voir Ballon.
 (septembre 2024).
Un ballon  de football est un ballon sphérique de 68 à 70 cm de circonférence, pesant entre 410 et 450 grammes et ayant une pression se situant entre 0,6 et 1,5 bar servant à pratiquer le Football, sport mondiallement reconnu et inscrit aux jeux olympiques depuis 1908. Ses caractéristiques sont fixées par la loi 2 du football.

## Historique

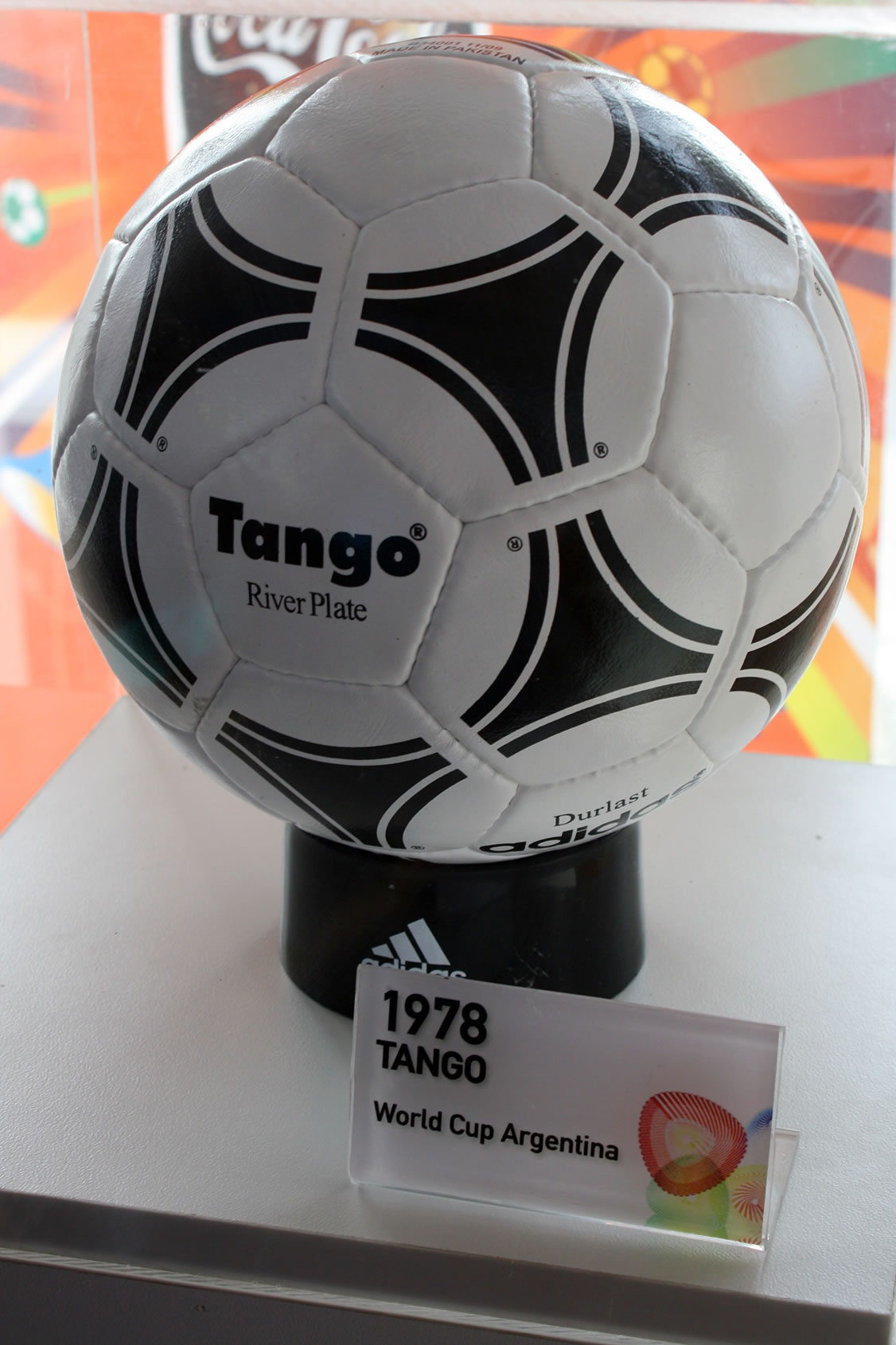
Le Tango, créé pour le Mondial 1978 en Argentine, constitue une révolution graphique : les motifs dessinés sur le ballon ne suivent plus la trace des coutures, mais créent des triades, donnant l'illusion optique qu'il est composé, non plus de panneaux cousus, mais de douze cercles assemblés. Ce design est le plus décliné, et majoritairement utilisé en compétition jusque dans les années 1990.

Le ballon de football puise ses origines dans les jeux de balle antiques chinois (cuju, exercice militaire avec une balle en peau d'animal remplie de cheveux ou de plumes) et mésoaméricains (« tlachtli » des Aztèques avec une pierre recouverte d'une épaisse couche de gomme).
Les jeux de ballon au Moyen Âge se pratiquent avec des boules de bois, des vessies naturelles (de porc ou de mouton), des bourses en peau, pleines de son, de foin, de paille, de sable, de poils, de crin, de plumes ou d'autres ingrédients. La soule médiévale et le calcio florentin à la Renaissance sont souvent l'objet d'affrontements ludiques et violents entre participants mais également entre spectateurs qui profitent de cette occasion pour régler différends et conflits. D'où l'évolution de leur support matériel : ballon creux pour l'aspect ludique (air emprisonné à l'intérieur de la vessie, assurant le rebondissement), mais résistant aux chocs pour la pratique de cette violence (vessie de porc protégée dans une enveloppe de cuir qui évite l'éclatement du ballon). La quasi rotondité du ballon n'est définitivement assurée — et la méprise avec le ballon ovale de rugby dorénavant interdite avec la mise en place des règles de la Football Association — que vers 1870, en même temps que se généralisent les vessies de caoutchouc grâce au procédé de vulcanisation mis au point par Charles Goodyear qui conçoit les premiers ballons en caoutchouc en 1855.
Les dimensions des ballons modernes répondent à des critères stricts de circonférence (68 à 71 cm), de poids (396 à 453 g) et de pression (600 à 700 g/cm2) fixés par la loi 2 du football en 1937. Les premiers ballons à valve apparaissent en Belgique vers les années 1930.
Faits de quatre, six, douze ou le plus souvent dix-huit panneaux cousus, de couleur rouge, orange ou fauve (« couleur cuir »), ils deviennent intégralement blancs à partir des années 1950 avec le développement des matchs nocturnes, la peinture blanche sur l'enveloppe de cuir marron maintenant la visibilité des ballons lorsqu'ils quittent le champ des projecteurs puis, avec le développement de la télévision en « noir et blanc », assurant un contraste avec la pelouse sombre. La société d'équipements sportifs Select Sport fondée par Eigil Nielsen, ancien gardien de l'équipe du Danemark de football, met au point en 1951 le premier ballon sans le lacet de couture de la valve (source de mauvais rebonds et d'inconfort lors d'une tête par exemple) et le ballon de football moderne à 32 panneaux à partir de 1962, l'augmentation du nombre de panneaux permettant de s'approcher plus facilement de la sphéricité, de réduire le pression de gonflage et de préserver les coutures entre les panneaux, désormais moins visibles. Dans la seconde moitié du XXe siècle, les progrès technologiques se poursuivent et voient la plastification systématique de l'enveloppe (matériau moins cher que le cuir et qui fait barrage à l'humidité), rendant la métaphore du « rond de cuir » obsolète.
En 1970, lors du passage de la télévision à la couleur, Adidas conçoit le Telstar pour la Coupe du monde (premier Mondial retransmis en couleur), ballon en noir et blanc pour le rendre plus visible à l'écran. Ce modèle bicolore s'impose rapidement. Fabriqués à très grande échelle (dans les pays du tiers monde pour la plupart), les ballons sont désormais le résultat de l'assemblage de pentagones et d'hexagones colorés car paver la sphère uniquement par des hexagones réguliers n'est pas possible. Promu objet technologique, les innovations actuelles (panneaux non plus assemblés par des coutures mais par une colle chaude favorisant une plus grande dureté ; chambre à air en latex naturel ou caoutchouc butyle, recouverte d'un tricot à trois fils, d'une mousse syntactique, de couches supérieures en polyuréthane, et d'un vernis de protection) permettent d'augmenter l'expérience utilisateur.

Évolution technique des ballons de football
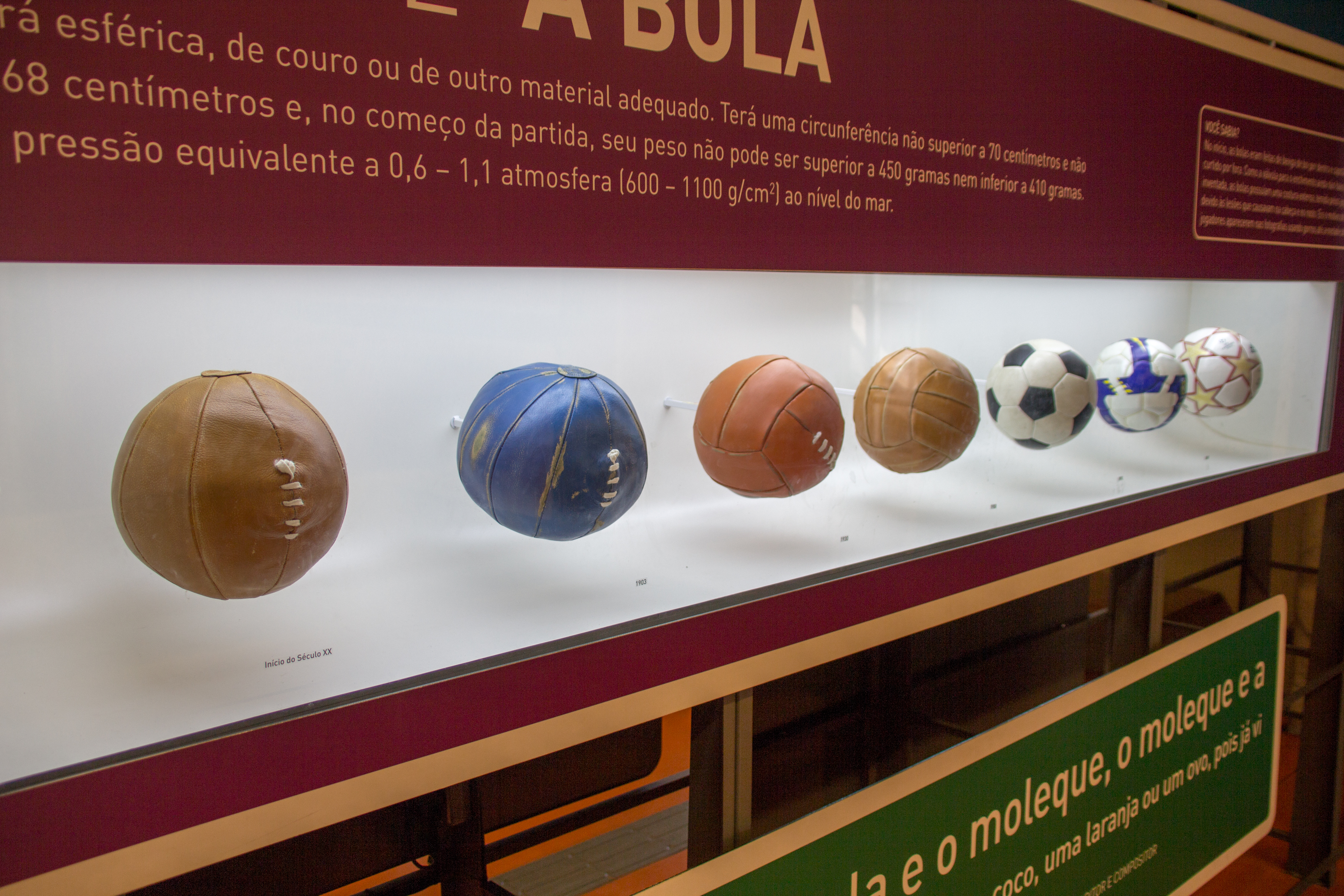
Musée du football de São Paulo (en).
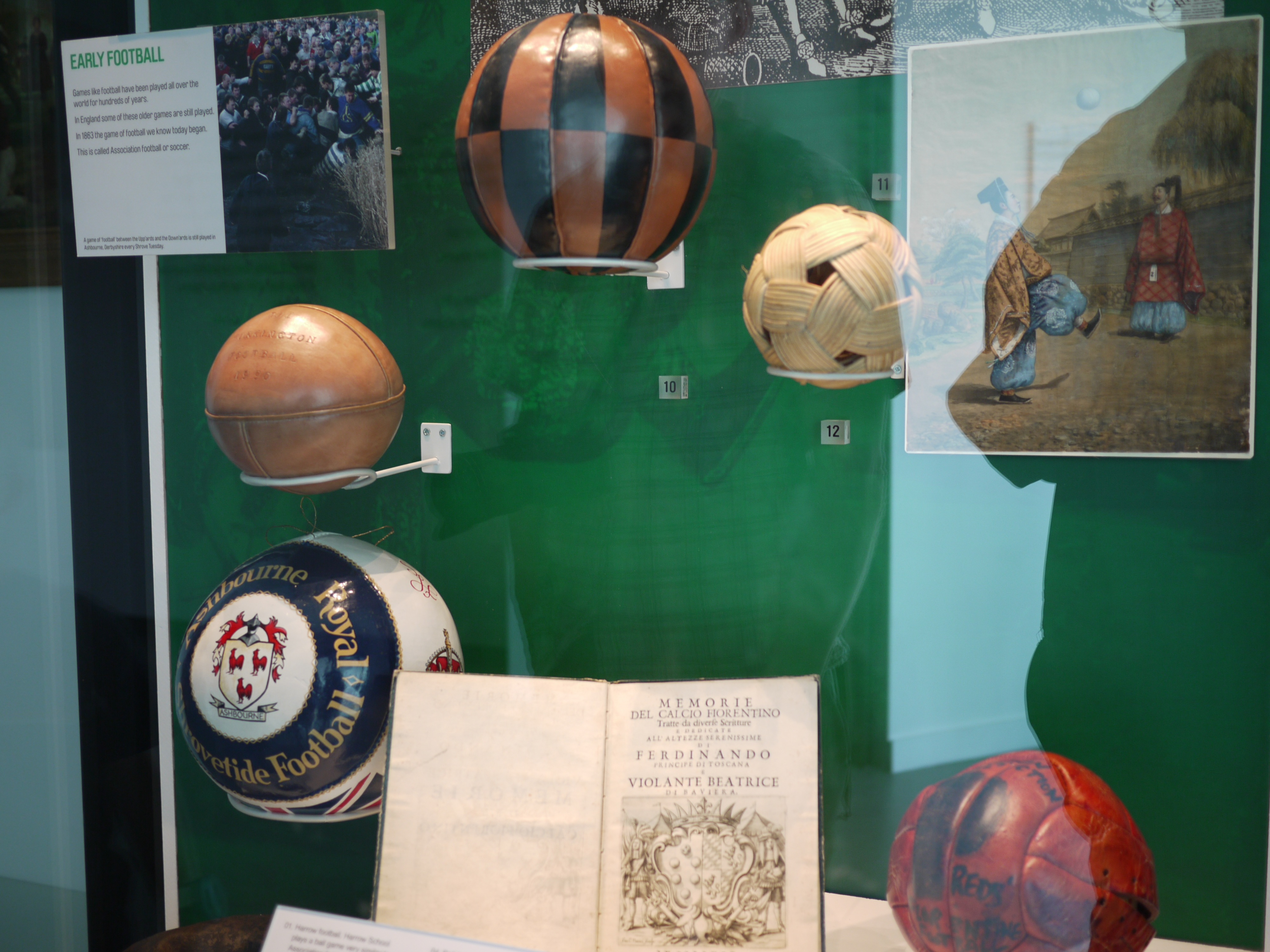
Musée national de football de Manchester (en).

## Caractéristiques
Ses caractéristiques sont définies par la Loi 2 du football de l'International Football Association Board. Elles ont été arrêtées en 1937. Le ballon doit être sphérique, en cuir ou dans une autre matière adéquate, avoir une circonférence de 70 cm au plus et de 68 cm au moins (soit un diamètre de 22 cm), une masse de 450 g au plus et de 400 g au moins au début du match et une pression relative se situant entre 0,6 (pour les ballons de futsal) et 1,1 atmosphère (600–1 100 g/cm2).
Des ballons de plus petites tailles sont utilisés pour les compétitions de jeunes
- taille no 5 à partir de 12 ans
- taille no 4 pour 9 ans à 12 ans ;
- taille no 3 pour les débutants, 6 à 9 ans.
- taille no 2 pour les petits de 3 à 6 ans
- taille no 1 pour les petits de 1 à 3 ans

### Forme

Icosaèdre tronqué.

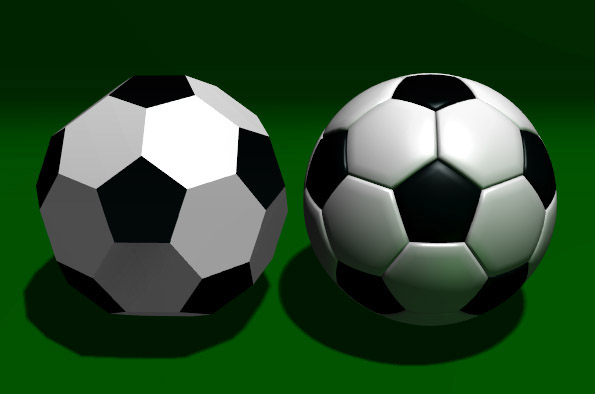
forme géométrique : icosaèdre tronqué et forme réelle.

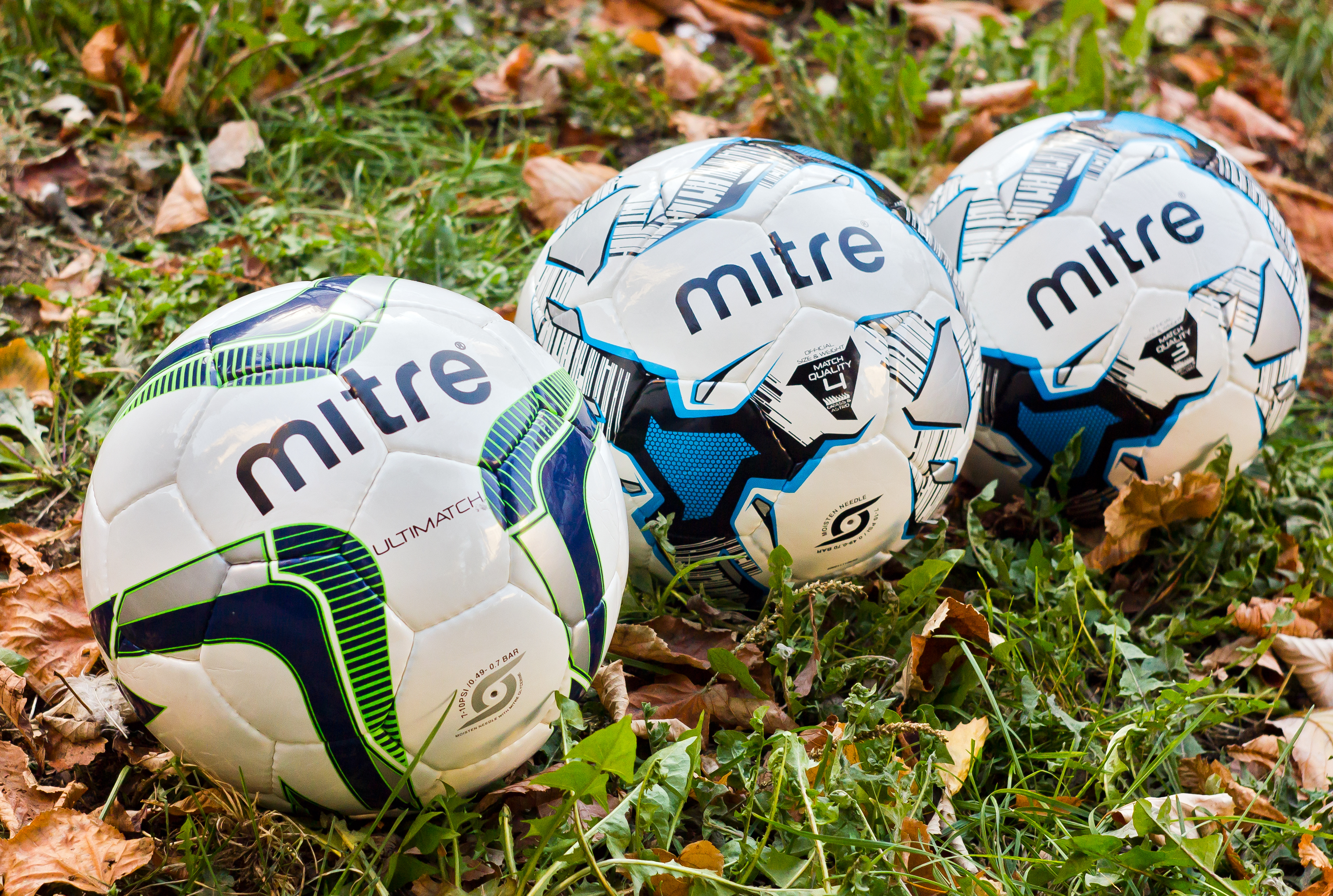
La Premier League anglaise joue encore avec des balles de 18 pièces, les ballons Mitre.

La forme idéale et théorique est sphérique. Mais les essais de moulage comme pour le ballon de basket-ball n'en faisaient pas un objet assez souple. Les techniciens ont donc choisi l'assemblage de pièces de cuir.
Au départ, certains ballons comportaient 18 panneaux de cuir assemblés et cousus. Ils étaient fermés par un lacet, qui, une fois desserré, assemblait les derniers panneaux et renfermait le système de gonflage (un tuyau relié à la vessie, replié sur lui-même).
Ces ballons faits de 18 bandes de cuir, qui sont encore longtemps restés en service dans les matches non retransmis en télévision, étaient (hors le système de gonflage) à symétrie cubique, équivalents à la projection centrale, sur une sphère circonscrite, d'un cube dont chaque face aurait été divisée en trois bandes parallèles de manière telle que la longueur des bandes de chaque face soit perpendiculaire à celle des bandes des faces adjacentes : par exemple (selon la manière dont on tournait le ballon) verticales sur les faces latérales, horizontales sur les faces avant et arrière, et de bout sur les faces supérieure et inférieure.
Eigil Nielsen, ancien gardien de but de l'équipe du Danemark et fondateur de la marque danoise Select Sport introduit le premier le principe d'une valve intégrée dans l'enveloppe des ballons, à partir de 1951 : il veut remplacer le lacet de couture qui refermait le ballon. Pour fermer et coudre les derniers panneaux, il décide donc d'utiliser une longue aiguille incurvée, pour terminer la couture à l'intérieur de la balle. Ce principe nouveau fait disparaître progressivement les ballons à lacets.
Nielsen met au point à partir de 1962 le premier un ballon à 32 panneaux de coton pour rendre le ballon plus circulaire. Géométriquement, le ballon à 32 panneaux peut être décrit comme un icosaèdre tronqué soit un polyèdre semi-régulier possédant 60 sommets et 32 faces, 20 hexagonales et 12 pentagonales, dont les arêtes ont toutes la même longueur. L'enveloppe extérieure est alors constituée de 32 pièces de cuir (naturel ou synthétique), cousues entre elles, contenant une vessie de caoutchouc gonflable.
La vessie peut être en latex naturel ou en caoutchouc butyle, un latex synthétique.
L'enveloppe intérieure de la balle est en cuir synthétique appelé polyuréthane. L'introduction du cuir synthétique dans les ballons date de 1965, quand la marque Select a lancé son premier ballon étanche, dont le cuir était recouvert de polyuréthane. En 1974, Select invente le premier ballon totalement synthétique, fabriqué en polyuréthane.
Depuis, le cuir a totalement disparu des ballons de football et a été remplacé par de la mousse syntactique, du PVC, et du polyuréthane, dont la qualité et l'épaisseur garantissent la solidité, le rebond et la souplesse de la balle.
La forme de ballon à 32 panneaux, non totalement ronde peut avoir un effet lors des tirs.
Pour la coupe du monde 2006 en Allemagne, Adidas, équipementier de la FIFA, a fourni un nouveau ballon pour la compétition, Teamgeist ("esprit d'équipe"), n'a que 14 découpages et donc une surface plus lisse et plus sphérique, permettant au joueur une meilleure précision de frappe.

### Couleur
Couleur cuir à l'origine, il eut le droit d'être blanc en 1951 pour être plus visible sur l'écran de télévision. En 1970, avec les exigences visuelles de la retransmission en couleur de la Coupe du monde au Mexique, l'objet, fait jusqu'alors de bandes de cuir cousues, prend sa forme et son apparence bicolore actuelles. Depuis la Coupe du monde de 1978 en Argentine, la structure est moins visible car les couleurs, toujours noir et blanc, n'épousent plus forcément le tracé des faces.
Sur les terrains enneigés, on utilise plutôt des ballons de couleur jaune ou orange.

### Vitesse
La vitesse moyenne d'une balle destinée au football varie entre 80 et 100 km/h.
La vitesse maximale dépasse les 100 km/h, et peut atteindre les 150 km/h.
Le record du monde est de 175 km/h. Il a eu lieu lors d'un coup franc surpuissant.

## Ballons de football officiels
Depuis 1996, les ballons avec les mentions officielles Fifa Approved (approuvé par la FIFA), Fifa inspected (contrôlé par la FIFA) ou International Matchball Standard (norme internationale pour ballon de match), signes qu'ils ont été testés, et répondent à des critères de qualité très précis, sont autorisés pour les compétitions de la FIFA et des six Confédérations. .
La mention Fifa Approved est ainsi présente sur tous les ballons utilisés lors des Coupes du monde de football, mais aussi lors des Championnats d'Europe (ou Euro), et de la Copa América.

### Jeux Olympiques
Aux Jeux Olympiques, en 1952 à Helsinki (Finlande) et en 1956 à Melbourne (Australie), c'est un ballon de la marque SELECT, le SELECT Super, premier ballon avec valve et sans lacet, qui est le ballon officiel des matchs de football.
| Jeux Olympiques     | Nom du ballon             | Image | Fabricant officiel | Remarques |
| ------------------- | ------------------------- | ----- | ------------------ | --------- |
| Barcelone 1992      | Etrusco Unico             |       | Adidas             |           |
| Atlanta 1996        | Questra Olympia           |       | Adidas             |           |
| Sydney 2000         | Gamarada                  |       | Adidas             |           |
| Athènes 2004        | Pelias                    |       | Adidas             |           |
| Pékin 2008          | Teamgeist 2 Magnus Moenia |       | Adidas             |           |
| Londres 2012        | The Albert                |       | Adidas             |           |
| Rio de Janeiro 2016 | Errejota                  |       | Adidas             |           |
| Tokyo 2020          | Conext 21 Japan           |       | Adidas             |           |
| Paris 2024          | Île-de-Foot 24            |       | Adidas             |           |

### Coupe du monde
Depuis 1970, l'équipementier sportif Adidas, fournisseur exclusif pour la coupe du monde, fournit un ballon spécifique pour chaque compétition.
| Coupe du monde          | Nom du ballon                                                              | Image | Fabricant officiel | Remarques |
| ----------------------- | -------------------------------------------------------------------------- | ----- | ------------------ | --- |
| Mexique 1970            | Telstar                                                                    |       | Adidas             | Le premier ballon avec des formes blanches et noires utilisé pour une phase finale de coupe du monde de football. |
| Allemagne 1974          | Telstar Durlast                                                            |       | Adidas             | |
| Argentine 1978          | Tango                                                                      |       | Adidas             | Introduction d'un nouveau design avec des "triades" donnant l'illusion qu'il est composé de 12 cercles. Ce design durera une vingtaine d'années. Un des ballons les plus populaires.                                                                                                  |
| Espagne 1982            | Tango España                                                               |       | Adidas             | Amélioration annoncée de sa résistance à l'eau par un assemblage caoutchouté mais connaitra des problèmes de résistance et devra être changé quelquefois plusieurs fois pendant les matches Dernier ballon en cuir véritable.                                                         |
| Mexique 1986            | Azteca                                                                     |       | Adidas             | |
| Italie 1990             | Etrusco                                                                    |       | Adidas             | |
| États-Unis 1994         | Questra                                                                    |       | Adidas             | |
| France 1998             | Tricolore                                                                  |       | Adidas             | Premier ballon avec plus de deux couleurs utilisé pour une phase finale de coupe du monde. Dernier à utiliser le design du Tango. |
| Corée-du-Sud/Japon 2002 | Fevernova                                                                  |       | Adidas             | |
| Allemagne 2006          | Teamgeist ("esprit d'équipe")                                              |       | Adidas             | Le Teamgeist est un ballon à "seulement" 14 faces. Chaque match de la phase finale a ses propres ballons, avec date du match, stade et équipe imprimés sur les ballons. Pour la finale, des ballons nommés "Teamgeist Berlin" sont de couleur doré.                                   |
| Allemagne 2006          | Teamgeist Berlin (uniquement pour la finale)                               |       | Adidas             | Le Teamgeist est un ballon à "seulement" 14 faces. Chaque match de la phase finale a ses propres ballons, avec date du match, stade et équipe imprimés sur les ballons. Pour la finale, des ballons nommés "Teamgeist Berlin" sont de couleur doré.                                   |
| Afrique du Sud 2010     | Jabulani (Le mot jabulani signifie "fête" ou "célébrer" en langue zoulou). |       | Adidas             | Le ballon est habillé de quatre triangles colorés, inspirés de la culture sud-africaine, qui reposent sur un fond blanc. Critiqué par certains gardiens pour sa trajectoire flottante et fluctuante.                                                                                  |
| Afrique du Sud 2010     | Jo'bulani                                                                  |       | Adidas             | Comme pour le Teamgeist Berlin de 2006, la version du Jabulani dédiée à la finale est de couleur dorée. |
| Brésil 2014             | Brazuca                                                                    |       | Adidas             | Composé de six panneaux de polyuréthane. Les motifs dessinés représentent les célèbres bracelets brésiliens. |
| Brésil 2014             | Brazuca Final Rio                                                          |       | Adidas             | La version conçue pour la finale est dotée de motifs verts et dorés rappelant le trophée de la Coupe du monde. |
| Russie 2018             | Telstar 18                                                                 |       | Adidas             | |
| Russie 2018             | Telstar Mechta                                                             |       | Adidas             | Ballon utilisé pour les phases à élimination directe. Il est de couleur rouge vif, rappelant les couleurs de la Sbornaya, l'équipe nationale de Russie, pays hôte de la compétition.                                                                                                  |
| Qatar 2022              | Al Rihla                                                                   |       | Adidas             | Composée de 20 panneaux de polyuréthane traité contribuant à améliorer sa précision, sa stabilité et sa rotation dans l’air. |
| Qatar 2022              | Al Hilm                                                                    |       | Adidas             | Ballon utilisé pour le carré final de la compétition. Proposant un design où prédominent des teintes dorées et des motifs triangulaires, il s’inspire des étendues désertiques de la région de Doha, de la couleur du Trophée de la Coupe du Monde de la FIFA et du drapeau qatarien. |

### Coupe du monde féminine
| Coupe du monde féminine         | Nom du ballon            | Image | Fabricant officiel | Remarques |
| ------------------------------- | ------------------------ | ----- | ------------------ | --- |
| États-Unis 1999                 | Icon                     |       | Adidas             | |
| États-Unis 2003                 | Fevernova                |       | Adidas             | |
| Chine 2007                      | Teamgeist WWC            |       | Adidas             | |
| Allemagne 2011                  | Speedcell                |       | Adidas             | |
| Canada 2015                     | Conext15                 |       | Adidas             | |
| Canada 2015                     | Conext15 Final Vancouver |       | Adidas             | Ballon utilisé pour la finale. Ne diffère du Conext15 classique que par des motifs rouges vif et dorés. |
| France 2019                     | Conext19                 |       | Adidas             | |
| France 2019                     | Tricolore19              |       | Adidas             | Ballon utilisé pour les phases à élimination directe. Directement inspiré du Tricolore utilisé pendant le Mondial masculin 1998, ce ballon reprend le graphisme de Conext19 avec les flammes bleues, blanches et rouges, rappelant le drapeau français.                                                                                  |
| Australie/Nouvelle-Zélande 2023 | Oceaunz                  |       | Adidas             | |
| Australie/Nouvelle-Zélande 2023 | Final Oceaunz            |       | Adidas             | Ballon utilisé pour le carré final de la compétition (demi-finales, match pour la 3e place et finale). Dérivé du "Oceaunz" utilisé jusqu'aux quarts de finale, ce ballon reprend le graphisme de ce dernier avec une couleur principale terre-or qui est représentative des paysages distincts de l'Australie et de la Nouvelle-Zélande. |

### Championnat d'Europe
| Euro                     | Nom du ballon          | Fabricant officiel | Remarques |
| ------------------------ | ---------------------- | ------------------ | --- |
| Italie 1980              | Tango River Plate      | Adidas             | |
| France 1984              | Tango Mundial          | Adidas             | |
| Allemagne 1988           | Tango Europa           | Adidas             | |
| Suède 1992               | Etrusco Unico          | Adidas             | Même ballon que celui de la Coupe du monde de 1990. |
| Angleterre 1996          | Questra Europa         | Adidas             | |
| Belgique - Pays-Bas 2000 | Terrestra Silverstream | Adidas             | |
| Portugal 2004            | Roteiro                | Adidas             | Critiqué par certains gardiens pour une prise en mains jugée peu fiable et des trajectoires fluctuantes. |
| Autriche - Suisse 2008   | Europass               | Adidas             | Selon son concepteur et fabricant, l'équipementier sportif Adidas, l'Europass « la texture doit assurer une meilleure transmission de la force de frappe des joueurs et, grâce à une vitesse de rotation accrue, permettre de donner plus d'effet au ballon. » Il doit en outre offrir une meilleure prise aux gardiens de but. Il semble être dérivé du Teamgeist, il en reprend la conception (la technique d'assemblage et le collage thermique sont identiques) et dont seule la texture de surface aurait été modifiée. Il est de couleur blanche et noire avec des éléments rouges et argentés. Une version du ballon baptisée Europass Gloria utilisée pour la finale, se distingue par la couleur argentée au lieu du blanc. |
| Pologne - Ukraine 2012   | Tango 12               | Adidas             | Une version dérivée pour la finale intitulée Final Kyiv se distingue par des motifs argentées. |
| France 2016              | Beau Jeu               | Adidas             | Ballon utilisant les couleurs bleu blanc rouge, du drapeau français (pays hôte de la compétition) avec une superposition des mots EURO et 2016. Sa solidité fut remise en cause lorsqu'un ballon explosa durant le match France-Suisse. |
| France 2016              | Fracas                 | Adidas             | Ballon utilisé pour les phases à élimination directe. Il reprend le design de Beau Jeu avec un effet de projection symbolisant le mouvement et le jeu explosif. Les couleurs dominantes sont plus agressives : rouge et noir. |
| Europe 2020              | Uniforia               | Adidas             | Ballon recouvert d'un traitement « Hi-White » pour le rendre plus visible. La puce NFC introduite sur le Telstar 18 a été retirée. |
| Europe 2020              | Uniforia Finale        | Adidas             | Ballon utilisé pour les demi-finales et la finale disputées à Londres. Il reprend le design d'Uniforia avec des graphismes simplifiées de vert, rouge, cyan et rose, inspirés des symboles londoniens et de couleurs traditionnelles, sur un fond sombre représentant le ciel nocturne de Londres. Il est également composé d'une représentation en filigrane du stade de Wembley, ainsi que les coordonnées GPS de la capitale britannique. |
| Allemagne 2024           | Fussballliebe          | Adidas             | Ballon décoré de motifs en forme d’ailes noires aux bords colorés. Elles sont mises en valeur par des points de couleur, qui symbolisent le « mouvement du ballon » et « l’énergie qui imprègne le football » |
| Allemagne 2024           | Fussballliebe Finale   | Adidas             | Ballon utilisé pour les demi-finales et la finale. Sur une base argentée, il reprend le design de Fussballliebe avec des motifs ailés noirs mis en valeur par des contours, des courbes et des points vifs qui reprennent les couleurs noires, rouges et or caractéristiques de l’Allemagne, pays hôte. |

### Championnat d'Europe féminin
| Euro féminin    | Nom du ballon | Fabricant officiel | Remarques                                                                            |
| --------------- | ------------- | ------------------ | ------------------------------------------------------------------------------------ |
| Angleterre 2005 | Roteiro       | Adidas             |                                                                                      |
| Finlande 2009   | Terrapass WE  | Adidas             | Ballon dérivé de l'Europass de l'Euro masculin 2008 mais avec des motifs différents. |
| Suède 2013      | Cafusa WE     | Adidas             |                                                                                      |
| Pays-Bas 2017   | Krasava       | Adidas             |                                                                                      |
| Angleterre 2022 | Flight WE     | Nike               |                                                                                      |
| Suisse 2025     | Konektis      | Adidas             |                                                                                      |

## Représentation du ballon de football en informatique
L'Unicode contient un casseau représentant un ballon de football, au code U+26BD ⚽.